# Crocicchia
Crocicchia is een gemeente in het Franse departement Haute-Corse (regio Corsica) en telt 45 inwoners (2009). De gemeente maakt deel uit van het arrondissement Corte. De plaats ligt in de microregio "Casacconi", dat vaak gerekend wordt tot de ruimere streek Castagniccia.

## Geografie
De oppervlakte van Crocicchia bedraagt 4,4 km², de bevolkingsdichtheid is dus 10,2 inwoners per km².
Het dorp ligt langs de D515 die de weg T20 (Bastia - Ajaccio) in het dal van de Golo in het noorden via enkele hooggelegen dorpjes verbindt met de Bocca di Sant' Antone (687 m) en La Porta.

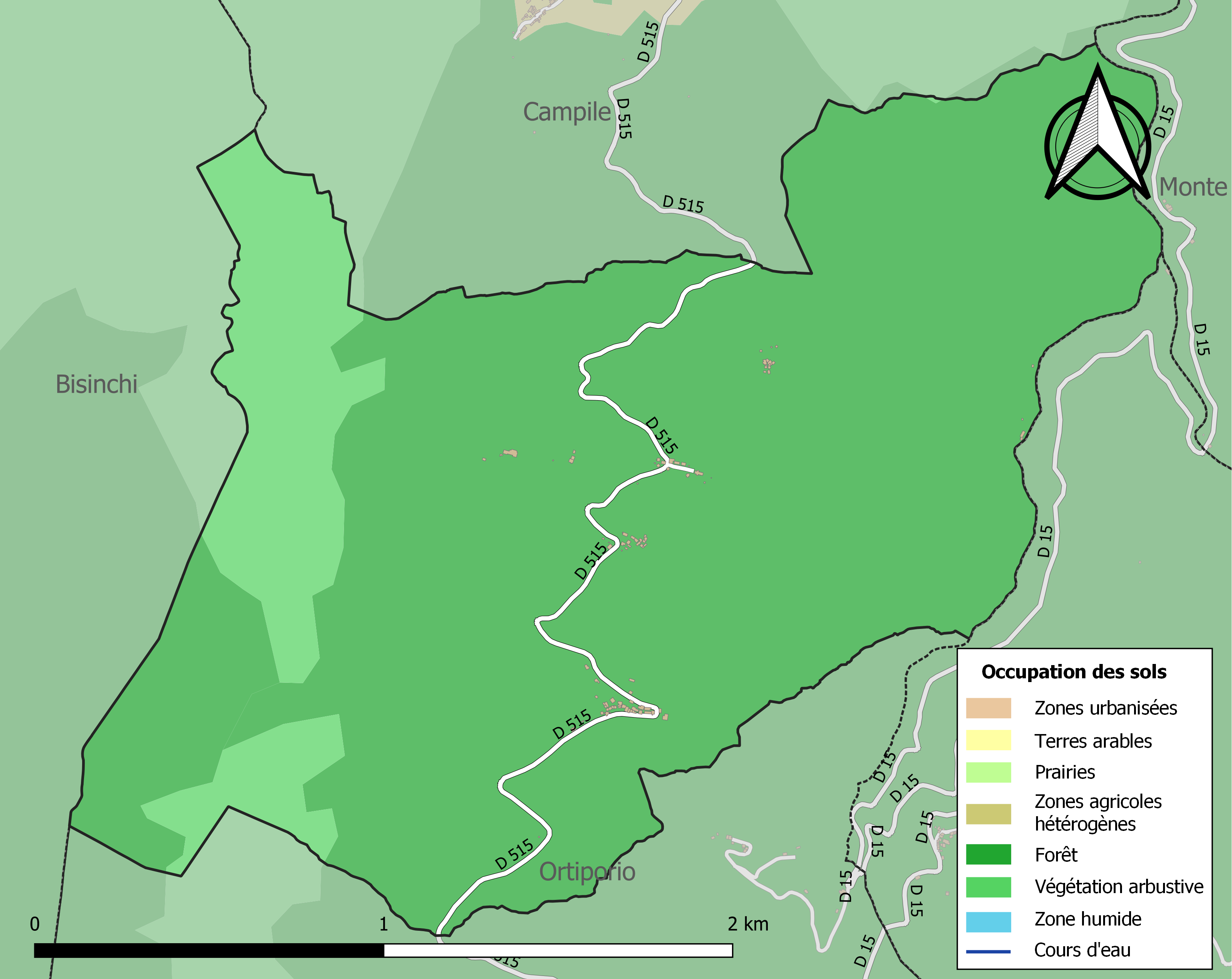
Kaart van de gemeente met de belangrijkste infrastructuur, bodemgebruik en omliggende gemeenten

## Demografie
Onderstaande figuur toont het verloop van het inwonertal (bron: INSEE-tellingen).

Vanwege een beveiligingsprobleem met de MediaWiki Graph-software is het momenteel niet mogelijk deze grafiek weer te geven. Zodra de software is bijgewerkt zal de grafiek vanzelf weer zichtbaar worden.